# Bacanàlia

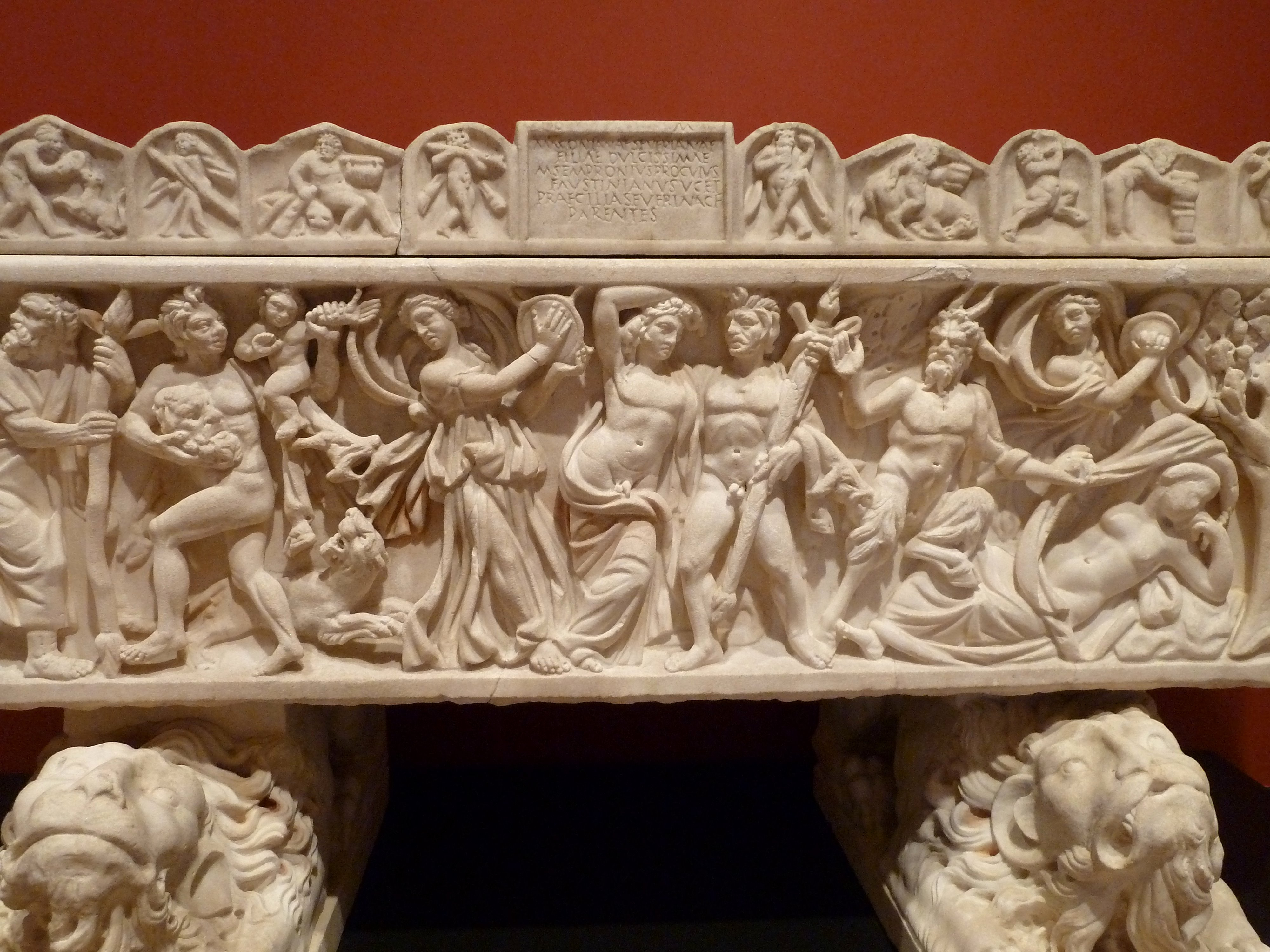
Representació d'una bacanàlia en un sarcòfag romà datat entre els anys 210–220

Les Bacanàlia o Bacanal de Roma eren les festes romanes equivalents a les dedicades a Dionís a Grècia. El déu romà equivalent a Dionís era Baccus; el seu culte, dut a terme per bacants i baccus, va donar lloc a les bacanals. La festa es feia de nit, en secret, i només per iniciats. El costum sembla que va passar d'Etrúria a Roma. Un altre déu que es va relacionar amb aquestes celebracions era Liber Pater, per això les bacanals també eren anomenades ludi liberates.

## Origen

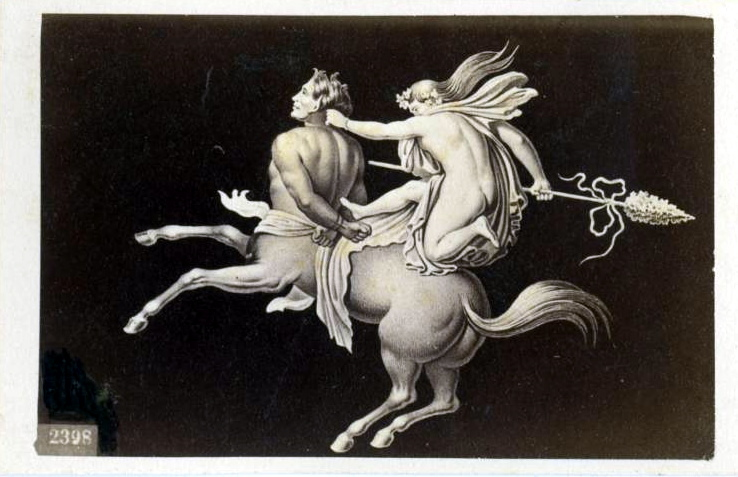
Fotografia d'una bacant sobre un centaure, a un fresc ubicat a Pompeia.

La procedència d'aquesta tradició sembla que ve de Grècia i va arribar a Roma a partir de l'any 200 aC aproximadament. La introducció va ser per dues vies: a través de les colònies gregues del sud de la península italiana i per contacte amb els etruscs. És per això que les bacanals també eren anomenades "festes dionisíaques o en honor de Dionís". Entre els historiadors llatins només Titus Livi en va fer una descripció, que alguns historiadors actuals pensen que podria ser poc realista i amb tendència a l'exageració, ja que aquestes celebracions solien ser de caràcter privat i sense testimonis, per tant, és probable que Livi es basés més en el que havia llegit en textos grecs. Una altra font d'informació són les pintures que s'han trobat en algunes cases i els relleus en sarcòfags.

## Evolució

Bacanal segons una pintura de 1614

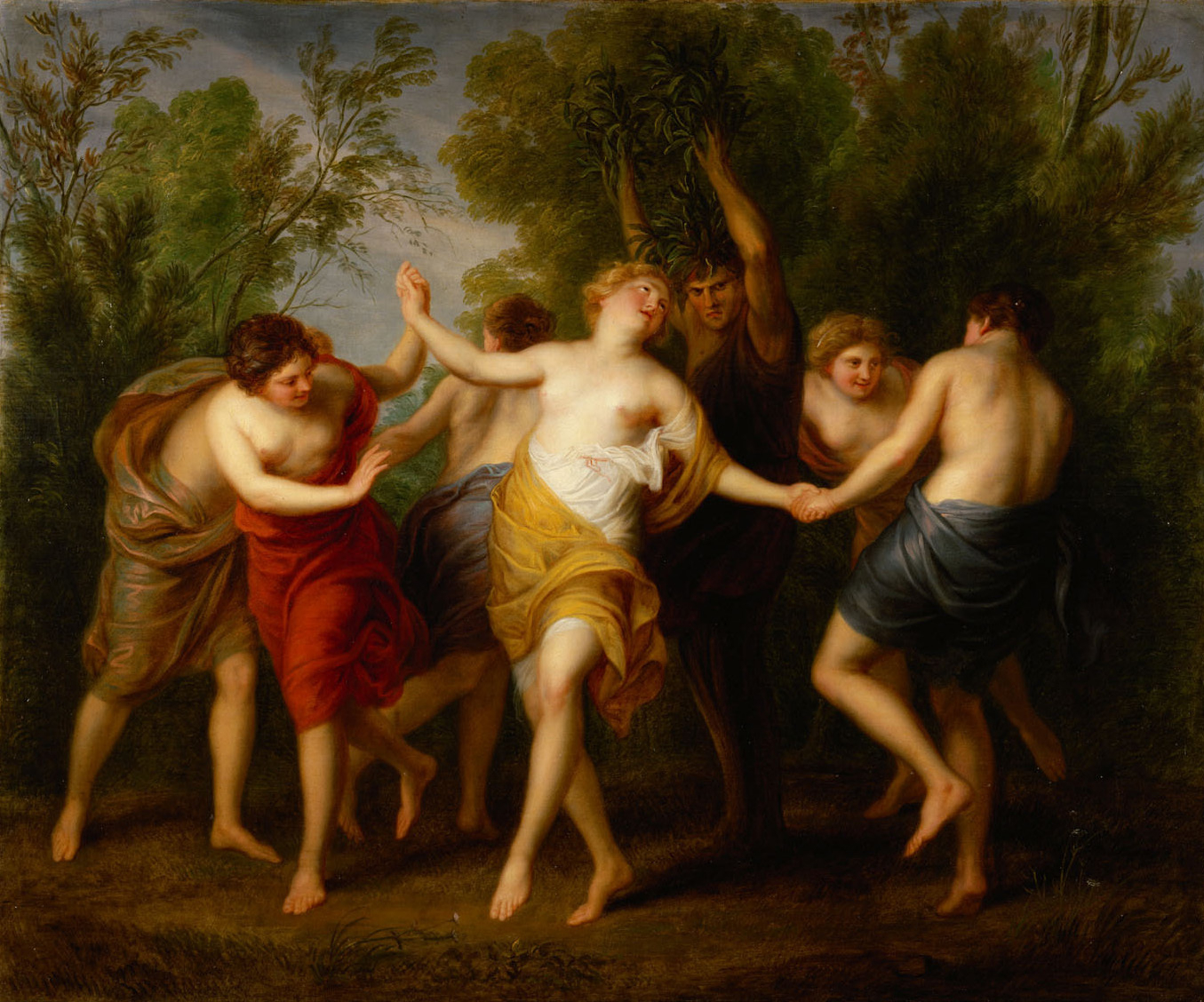
Bacanal des d'un punt de vista de 1765

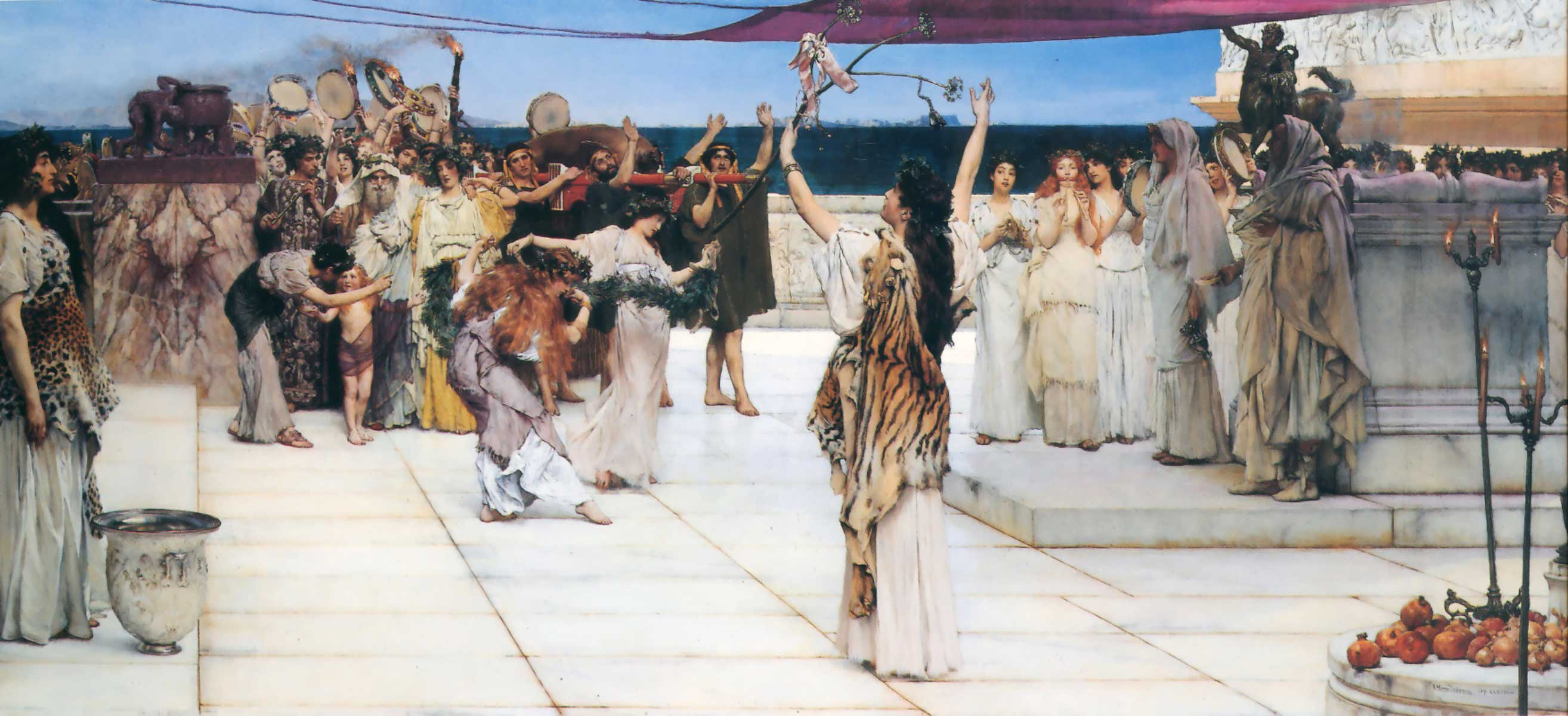
Bacanal segons una visió artística de 1889

Segons Livi a Etrúria la festa consistia a oferir un sacrifici a Bacus i fer endevinacions a partir de les seves vísceres. Aquest historiador esmenta una sacerdotessa del culte a Stimula, anomenada Pàcula Ànnia, com la responsable de la introducció de les bacanals a Roma. Sabem per Ovidi que Stimula era un altre nom de Sèmele la mare de Baccus i per Agustí d'Hipona que el seu nom derivava de la paraula llatina stimulae amb el significat de «gemecs de plaer».
El lloc per al culte era un bosc sagrat que estava entre el turó de l'Aventí i la boca del Tíber, en direcció cap a Òstia. L'Aventí era un districte habitat majoritàriament per plebeus i forasters, era també un lloc on els cultes a déus estrangers predominava sobre els cultes tradicionals. En aquesta zona el déu Liber Pater, el «pare de l'alliberament» tenia un temple compartit amb Ceres. Aquest déu era el protector de la fertilitat i els drets dels plebeus, era també el patró invocat pels lliberts i els àugurs. A molts dels textos llatins se'l descriu com un equivalent a Dionís i Baccus.
El culte que a Etrúria es feia a plena llum del dia, a Roma va adquirir caràcter de nocturnitat i el ritual implicava beure vi fins a embriagar-se, moment que ells deien "alliberar-se a Bacus". Al començament només es podien iniciar dones i les que es volien iniciar havien d'estar deu dies sense tenir relacions sexuals. Després dels deu dies es purificaven i bevien vi fins que la ment els quedava poc clara i es podien dedicar a tenir relacions sexuals amb les sacerdotesses o amb altres iniciades durant tres dies i repetien una vegada a l'any. Més tard Pacul·la Ànnia, sota suposades ordes del mateix Baccus, va incloure homes, va reduir el temps d'iniciació a tres dies i va organitzar les autèntiques orgies amb cinc dies al mes i entre el mateix o diferent sexe sense limitació. Les relacions sexuals podien ser violentes i els gemecs de dolor eren dissimulats pel so de timbals. Els participants feien jurament de secretisme sobre el que allà passava. Segons Livi el culte a Baus atreia a persones de caràcter dèbil (levitas animi) i a homes efeminats.
L'any 186 aC una prostituta anomenada Hispala Faecenia, qui havia participat en bacanals però volia deixar-ho, temerosa per les represàlies va demanar empara al cònsol Espuri Postumi. Aquest any, per primera vegada es van iniciar homes, i els primers hierofantes van ser els germans Herenni i Mini Cerrí. Postumi va denunciar el cas davant el senat amb caràcter d'emergència per ser un mal que afectaria greument la moral nacional per la degradació dels valors, amenaça per a l'exèrcit pel gran nombre de joves mascles que en tastar el plaer sexual ja no tindrien gana per a la carrera militar. Es va obrir una investigació després de la qual el senat va recompensar als informadors i els va protegir. Entre els acusats hi havia uns set mil iniciats dels dos sexes, molts van ser empresonats, altres executats i altres pertanyents a la classe alta no van poder assumir el perjudici que això suposava per la seva reputació i es van suïcidar. Les dones foren lliurades als seus pares, germans o marits per rebre el càstig en privat.

## La reforma

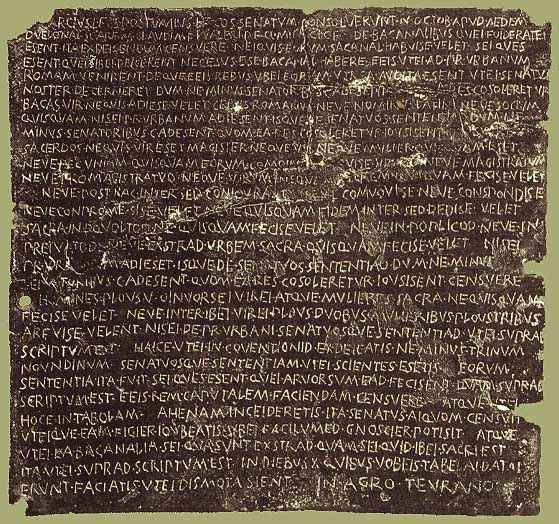
Text de la llei Senatus consultum de bacchanalibus en una inscripció trobada el 1640 a Tiriolo (Calàbria).

Aquell any es va redactar una llei, coneguda amb el nom de Senatus consultum de Bacchanalibus, la qual deixava les bacanàlia sota control del senat i dels pontífexs. A partir d'aquest senatconsult, es va limitar el nombre de participants a no més de dos homes i tres dones i per cada bacanàlia que fessin i per fer-les havien de requerir el permís del senat. També es prohibia que els homes esdevinguessin sacerdots del culte a Baccus.
Malgrat aquest decret, al sud de la península italiana es van continuar fent bacanals il·lícites durant bastants anys, potser perquè era allà on s'havien originat i estaven més arrelades. Les bacanàlia aprovades oficialment van tenir poca semblança amb les anteriors. El culte a Pater Liber també es va veure afectat. Els ludi liberates, que tradicionalment se celebraven pel 17 de març, es van traslladar temporalment al 12-19 d'abril, en coincidència amb la Cereàlia. Es van reinstaurar a la seva data anterior quan la irritació per l'escàndol de les bacanàlia es va apaivagar, llavors van reaparèixer en una forma més moderada i més en relació amb el sentit original de la Liberàlia, la festa de la majoria d'edat dels nois romans.

## Interpretació

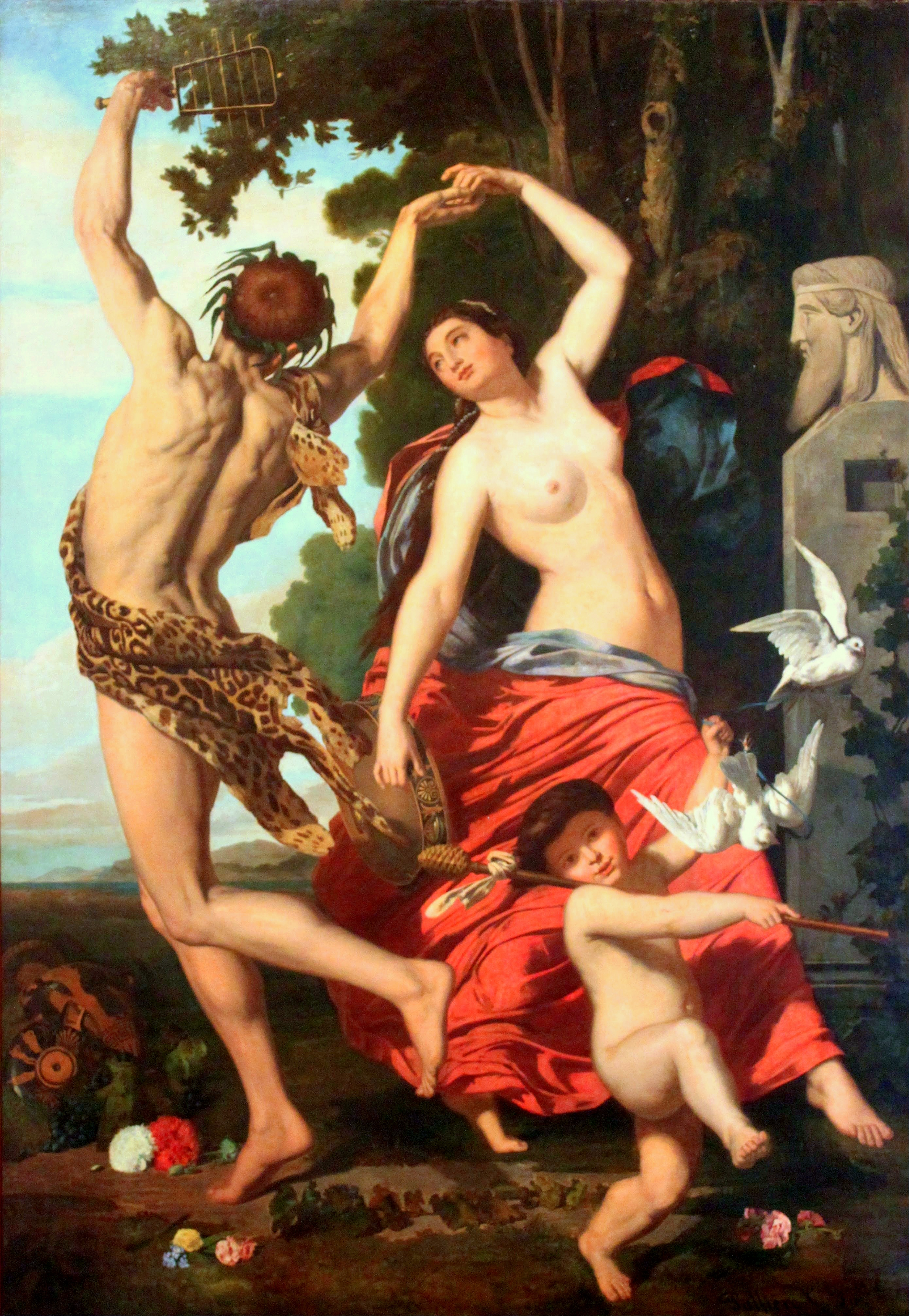
Faune i bacant

S'ha dit que la narració de Livi estava marcada per un punt de vista polític i social conservador que el predisposava a veure les bacanals com una expressió de decadència moral. Tot i que molts dels personatges que cita són persones que realment van existir, la seva actuació i manera d'expressar-se recorden més aviat els personatges ficticis de les obres satíriques. Un exemple és Pacul·la Ànnia, resulta poc creïble que ell sola sigui la responsable d'haver introduït tots els canvis que Livi li atribueix.

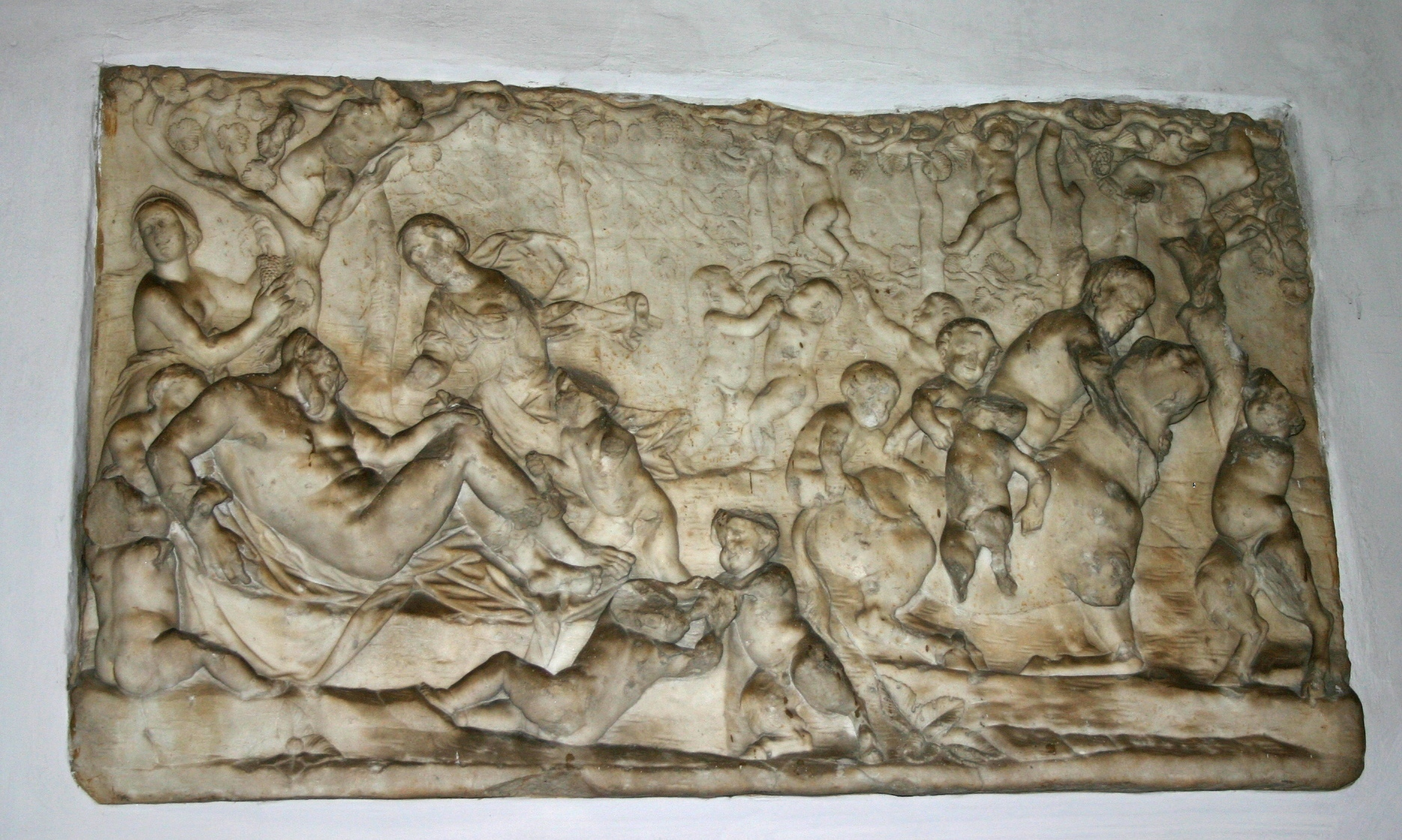
Una de les coses que més van escandalitzar de les bacanals va ser la participació de persones de diferents edats i diferent classe social, aspecte que va voler representar l'escultor d'aquesta escena al palau Trivulzio de Milà, fet a l'època renaixentista.

Segons Livi les majors ofenses d'aquest culte venien de la barreja indiscriminada entre romans lliures i de totes les edats, mentre que la nocturnitat era l'element que agreujava la situació, ja que és el moment en què es desfermen amb facilitat les passions i encara més si es feia un consum de vi descontrolat. El nombre de dones participants sobrepassava el dels homes i això, segons Livi, va impulsar que el cònsol Postumi decretés les restriccions; però el cert és que el decret senatorial va acceptar que amb la reforma el nombre de dones superés la dels homes, tres i dos per cada grup. Per altra banda, la narració d'aquest historiador diu que tots els acusats durant la investigació, llevat d'una persona, eren homes, fet que està en contradicció de la suposada conspiració de les dones per ell proposada i el gènere sembla que no va ser la principal causa de la resposta senatorial.
Livi insisteix a culpabilitzar l'origen grec del culte i en el seu caràcter immoral, perquè segons ell diu: "ja hi havia massa elements grecs infiltrats en els cultes romans". Aquesta afirmació no justifica per si mateixa el que va passar si tenim en compte que el culte a Baccus havia format part de la vida dels romans i dels grecs residents en territori romà des de feia dècades i mai abans hi havia hagut cap queixa. Per altra banda les influències gregues formaven part de la religió romana des del segle v aC, i ja fos per aliança política o per dominació, els grecs feia segles que no se'ls considerava enemics.
Erich Gruen ha interpretat el Senatus consultum dins del context social i polític en què va passar. Des del seu punt de vista va ser una demostració d'autoritat per part del senat sobre els aliats de Roma durant la Segona Guerra Púnica i també va suposar un toc d'atenció adreçat a qualsevol candidat a les eleccions de cònsol donant a entendre que l'autoritat col·lectiva del senat estava per damunt de les ambicions personal. La contundència de la resposta oficial cap a les bacanàlia no té precedents i deixa entreveure un sentiment de pànic cap al descontrol moral per part de les autoritats que només és comparable amb la repressió religiosa que es va donar als inicis del cristianisme.